# Metro v Neapoli
Metro v Neapoli (Italsky: Metropolitana di Napoli) je systém podzemních drah obsluhující město Neapol, v Itálii. Systém se skládá ze tří linek (L1, L6 a L11) a jedné příměstské linky Neapolsko-Averské Metro.

## Síť linek
| Linka | Otevření    | Délka trasy       | Počet stanic   | Průměrný počet cestujících týdně | Počet cestujících ročně (v milionech) |
| ----- | ----------- | ----------------- | -------------- | -------------------------------- | ------------------------------------- |
| L1    | 1993        | 20,7 km (11,7 mi) | 20             | 115,549                          | 41,094                                |
| L6    | 2007        | 5,5 km (3,4 mi)   | 8              | 3000                             | 1,095                                 |
| L10   | Ve výstavbě | 12,3 km (7,6 mi)  | 13 (plánováno) | –                                | –                                     |
| L11   | 2005        | 10,2 km (6,4 mi)  | 5              | 4124                             | 1,505                                 |

## Dopravce
Azienda Napoletana Mobilità SpA je aktuálním dopravcem na Lince 1, Lince 6 a lanovkách (Chiaia, Mergellina a Montesanto).